# Costus malortieanus
Espèce
Synonymes
- Pyxa malortieana (H.Wendl.) M.R.Almeida (2009)[1]
- Costus elegans Petersen (1890)[2]

Classification phylogénétique
Statut de conservation UICN

 LC  : Préoccupation mineure

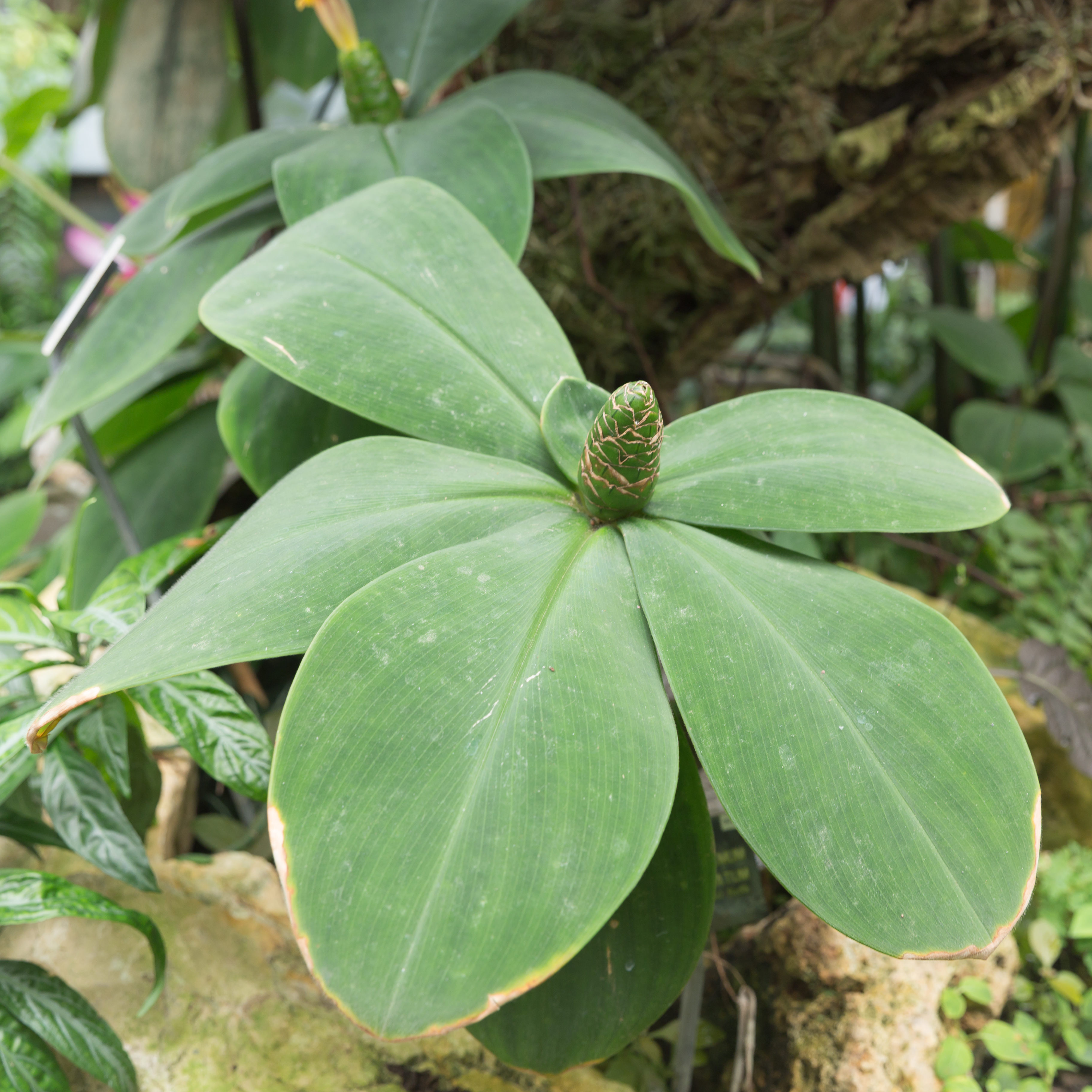
Costus malortieanus.

Costus malortieanus est une espèce de plantes à fleurs de la famille des Costaceae.
C'est une espèce du Costa Rica et du Nicaragua.

## Description
L'espèce a été décrite pour la première fois en 1863 par H.Wendl. .

## Publication originale
- Hermann Wendland, 1863. Hamburger Garten- Blumenzeitung 19: 30.